# Bonte bessenvlinder
De bonte bessenvlinder (Abraxas grossulariata) of harlekijn is een nachtvlinder uit de familie Geometridae (spanners).

## Kenmerken
De bonte bessenvlinder lijkt qua uiterlijk en grootte enigszins op de bonte brandnetelmot, bij de laatste ontbreekt echter de gele vlekkenstreep over de vleugels. De soort heeft een voorvleugellengte van 18 tot 25 millimeter.

## Verspreiding en leefgebied
Als leefgebied geeft de vlinder de voorkeur aan vochtige bossen, houtwallen, tuinen en heide en is algemeen in Nederland en België. De vliegtijd is van mei tot en met augustus.

## Rups en zijn waardplanten
Bij zonnig weer zijn ze waar te nemen rond kruisbessen- en frambozenstruiken. Op deze struiken leven ook de rupsen in grote aantallen, maar ook aalbes, zwarte bes, pruim, meidoorn en loofbomen worden als waardplanten gebruikt. Ze overwinteren er van augustus tot juni. De tot ruim drie centimeter lange rupsen worden ook wel gezien op kardinaalsmuts, gewone vogelkers en hazelaar.
Kenmerkend voor deze soort is dat alle stadia, zowel rups, pop als imago dezelfde waarschuwingskleuren hebben. Zij worden hierdoor niet door vogels gegeten.

## Galerij

Bonte bessenvlinder in de Iconographia Zoologica
Bonte bessenvlinder in de Iconographia Zoologica
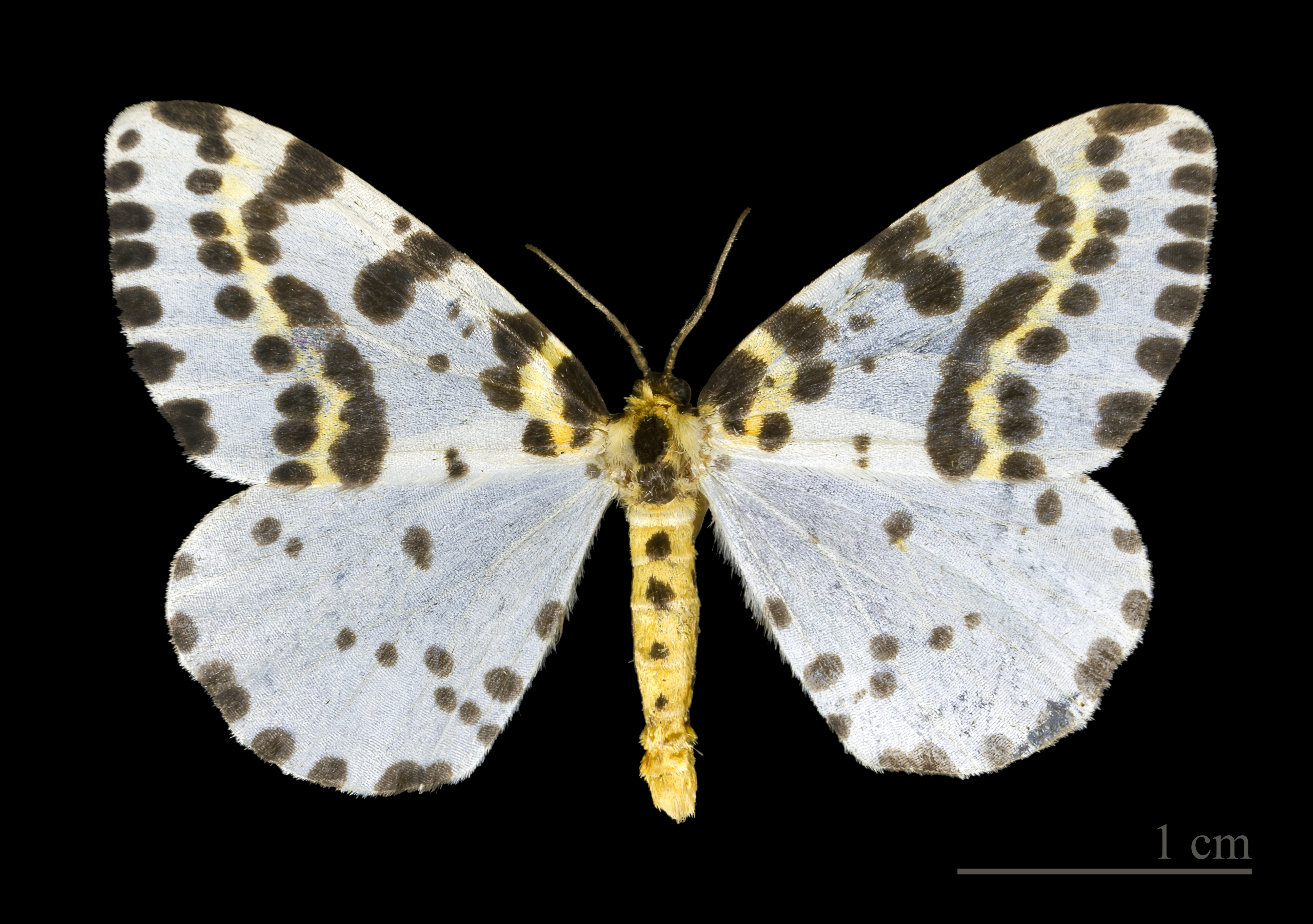
Abraxas grossulariata - ♂